# Augusto León Barandiarán
Augusto León Barandiarán, escritor folclorista y médico peruano, nacido en Lambayeque el 4 de agosto de 1895 y fallecido el 30 de julio de 1950. Hijo de Augusto F. León Paredes (1866-1927), diputado por Lambayeque 1901-1912 y vicepresidente de la Cámara de Diputado en 1908 y de Margarita Barandiarán Niño Ladrón de Guevara (1867-1961). Fue hermano del abogado y jurista José León Barandiarán. Estuvo casado con Leonor Herrera de la Quintana, fue padre del abogado y escritor Luis León Herrera, del filósofo, profesor universitario y orientalista José León Herrera, Augusto, Leonor y Carlos. 
Estudió en el colegio nacional San José de Chiclayo y luego se graduó en la Universidad Nacional Mayor de San Marcos (UNMSM) recibiendo el título de Cirujano Dentista (1917). Fue honrado con los juegos florales desarrollados en Chiclayo al conmemorarse el primer centenario de la independencia de la República del Perú (1921) con un "Canto a España". Aparte del ejercicio profesional se dedicó a la investigación de la cultura popular. Juntó en varios libros leyendas y tradiciones de su tierra natal. Entre sus obras podemos encontrar libros como A Golpe de Arpa  (1934), homenaje de los escritores a Chiclayo por el centenario de su reconocimiento como ciudad histórica, obra escrita en colaboración con el periodista y escritor chiclayano Rómulo Paredes Gonzales (1877-1961); "Mitos, leyendas y tradiciones lambayecanas" (1938), "La Guerra de Balta" (1949), crónica de la revolución que inició en Chiclayo el coronel José Balta en 1867 en lo que se conoció como la Guerra civil peruana de 1867.

## Obras
- A Golpe de Arpa (1934) en colaboración con Rómulo Paredes Gonzales
- Mitos, leyendas y tradiciones lambayecanas (1938)
- La Guerra de Balta (1949)

## Galería

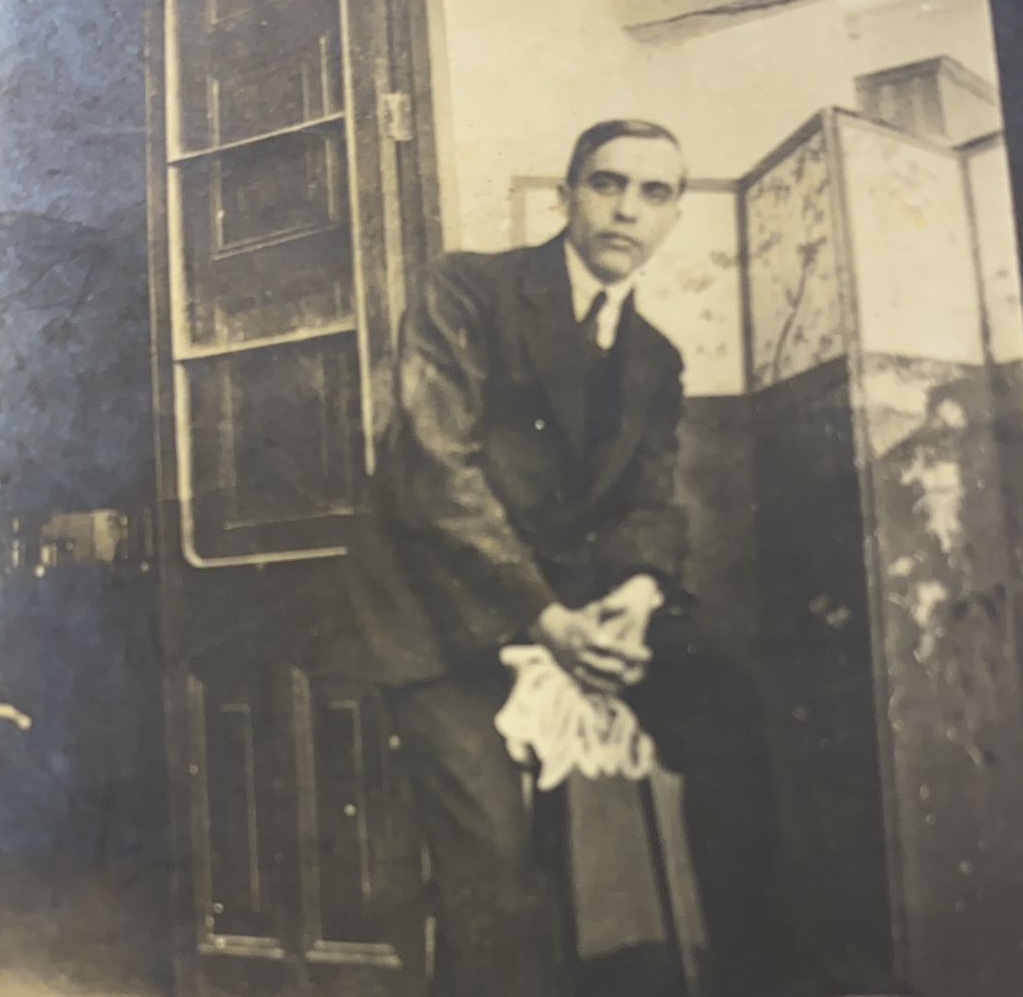
Augusto L., 1918
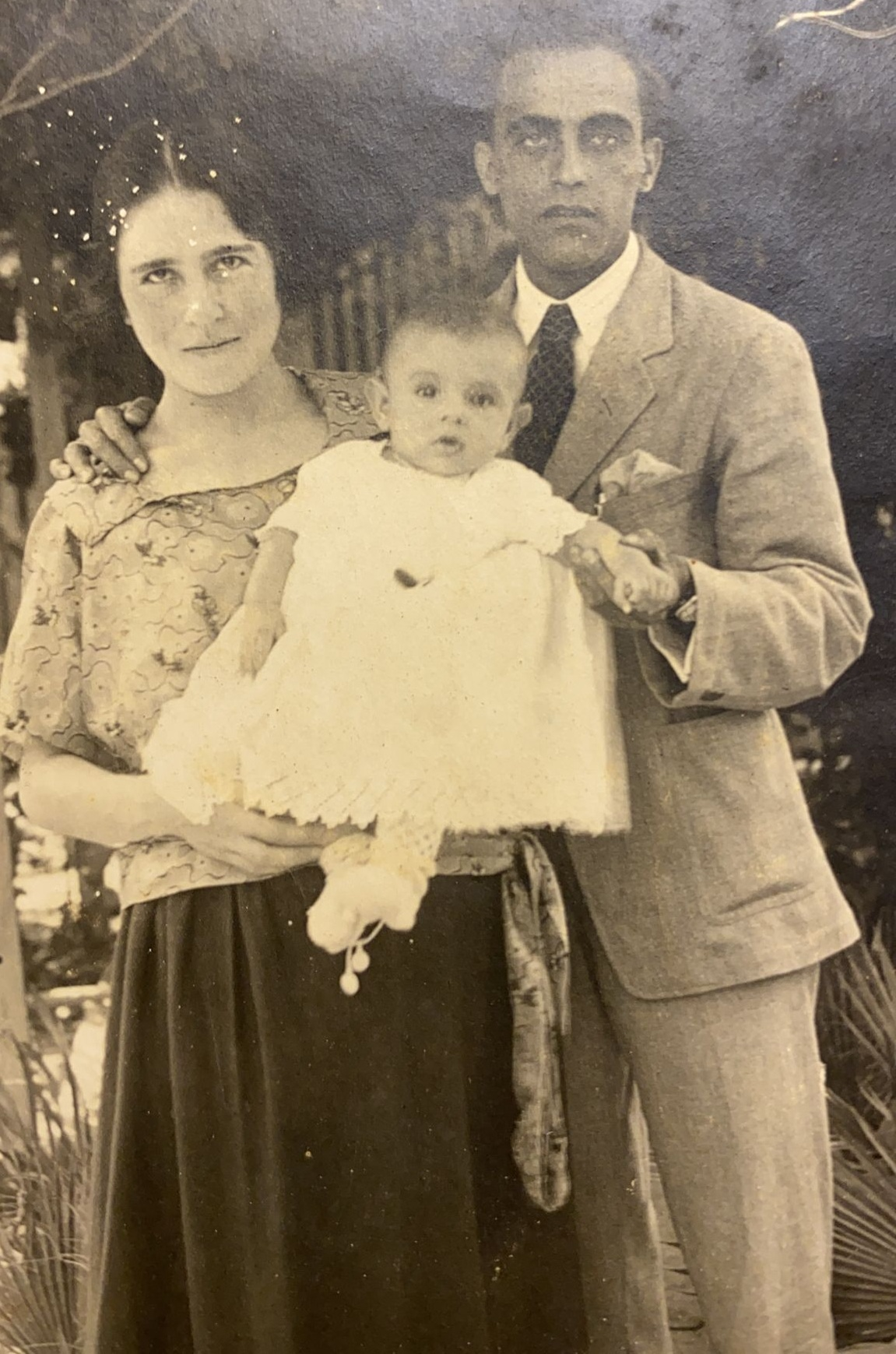
A. L. y Leonor Herrera, 1923
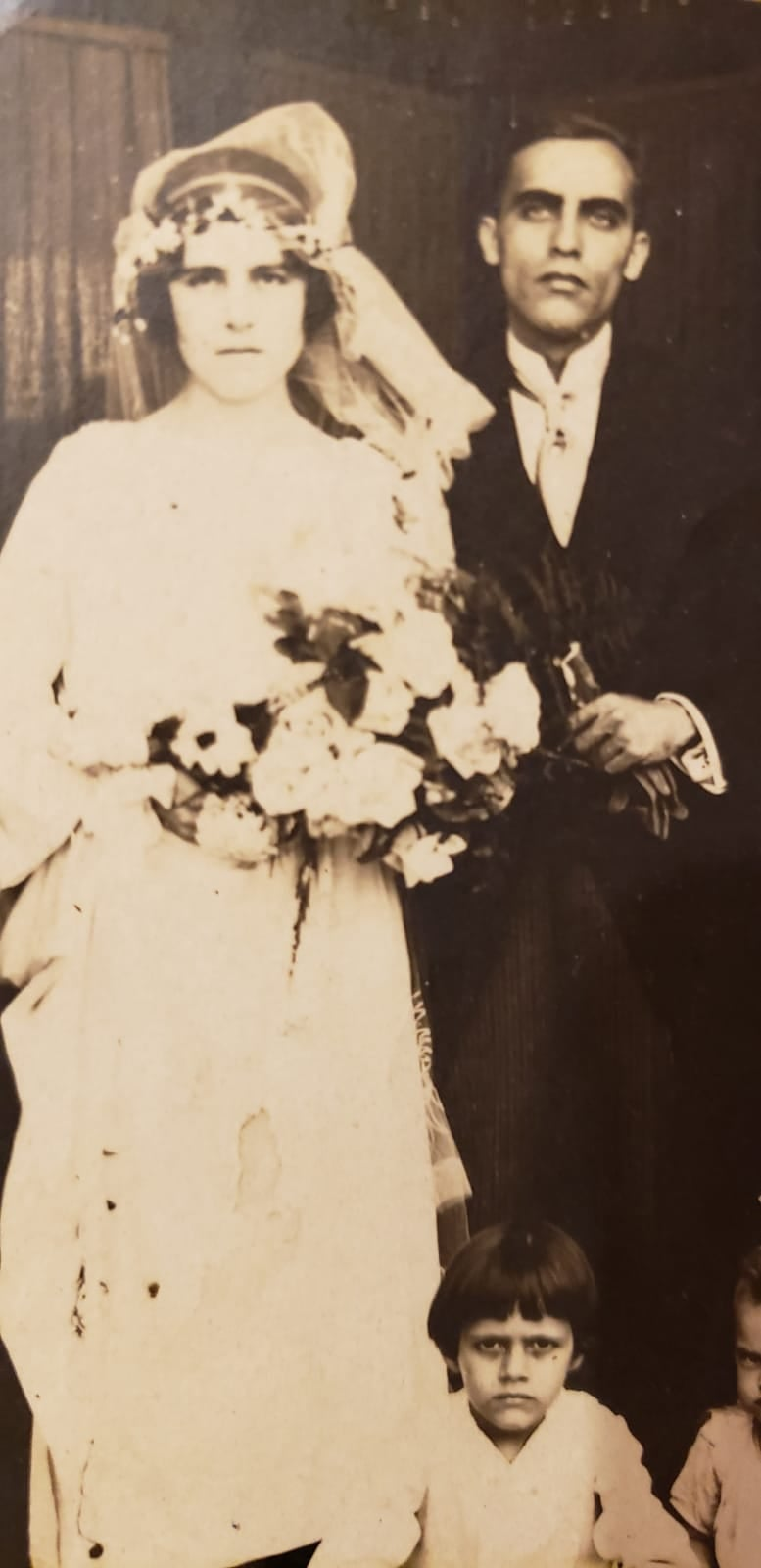
Augusto y Leonor H., matrimonio, 1921